# Everlasting summer
Everlasting summer (rusky Бесконечное лето) je ruský vizuální román v prostředí letního pionýrského tábora. Hra byla vyvinuta a publikována vývojářem Soviet Games. Pro domácí ruský trh vyšla 21. prosince 2013 a pro zbytek světa 19. listopadu 2014. Přestože hra nebyla zamýšlena jako eroge, obsahuje jeho nepatrné části.

## Vývoj
Hra nebyla původně vyvíjena jako komerční nebo propagační produkt. K začátku projektu je často připisován květen 2008. Je založen na projektu Project.Namae, který předtím zanikl. Hra využívá bezplatný open source engine Ren'Py, který umožňuje hru spustit na více platformách.

## Popis hry
Hlavní postavou hry je osamělý mladý muž Semjon. Žije z příležitostných zaměstnání a většinu volného času tráví na internetu, kde si dopisuje se svými internetovými přáteli. Jednoho zimního dne Semjon jede na pohovor, nastoupí do autobusu linky 410, kde usne a probudí se před branami letního pionýrského tábora Sovjonok, avšak v létě.
Po nějakém čase Semjon zjistí, že se z roku 2008 zázračně ocitl kdesi v Sovětském svazu (dle zmínky ve hře na jihu SSSR) v 80. letech (přesný rok není jistý, ale podle detailů viditelných ve hře, například filmu Terminátor, který pravděpodobně už měl ruský překlad, fází úplňku měsíce nebo šíření rockové hudby v SSSR se může jednat o roky 1985, 1986, 1989 nebo 1990, ale nejčastěji je možné se setkat s daty s od 7. do 13. června 1987). To ale není jediná změna, dále totiž zjistí, že mu je opět 17. Snaží se přijít na to, proč a jak se sem dostal a jak se vrátí zpět do své doby.
Za 7 dní strávených v táboře se musí hráč hrající za Semjona dobře rozhodnout, jak řešit problémy, jak odpovídat v konverzacích, kam jít apod. Na těchto rozhodnutích závisí závěrečná část hry, kterých je ve hře celkem 13.
Hra je typická pro vizuální romány; hráč je zaneprázdněn hlavně čtením textu přes většinou statické obrázky, čas od času se musí hráč rozhodnout a odpovědět na již zmíněné otázky. Již přečtené části je možné přeskočit, pokud je hra správně nastavena.
Po vydání hry byly všechny erotické obrázky ze hry na vyžádání ze služby Steam odstraněny, ale lze je vrátit modifikací jednoho souboru hry.
Existují četné modifikace dostupné přímo ve workshopu hry, které přidávají rozličný typ dalšího obsahu, převážně se jedná o další prvky eroge, další možnosti zakončení hry apod.
Hra je k dispozici na Windows, Android, OS X, iOS a Linux a je zdarma (free to play) na platformě Steam, Google Play a App Store.
Největší popularitu sklidila hra v Rusku, kde na ní mimo jiné vzniklo spoustu memů.

## Postavy ve hře
- Semjon Persunov je hlavní postava, 25letý muž. Žije kdesi v Rusku, pravděpodobně v klasickém panelovém bytě. Většinu času tráví za počítačovou obrazovkou na internetu, kde si dopisuje se svými internetovými přáteli, přispívá do diskuzních fór a ven chodí pouze do obchodu pro jídlo a cigarety. Potom, co se dostane do tábora, stane se 17letým teenagerem. Celá hra je vyprávěna z pohledu Semjona.
- Alisa Dvačevskaja je dívka s oranžovými vlasy se dvěma ohony a jako většina dalších pionýrů nosí bílou halenku s červeným šátkem a modrou sukni. Na rozdíl od jiných postav nosí halenku vyzývavějším způsobem. Velmi lehce se naštve a několikrát (společně s Uljanou) napáchají nezbednosti. Nemá ráda, když jí někdo říká "Dva Che" (zkratka jejího příjmení), a pravděpodobně to je taky reference na web iichan.hk, kde většina těchto postav vznikla. Pravděpodobně jí je 17 let.
- Lena - jejím prototypem byla Unyl-chan. Je to dívka středního vzrůstu s výrazně fialovými vlasy, většinou má smutek v tváři a nikomu neukazuje skutečné city, usmívá se jen zřídka. Je jí pravděpodobně 16 let, protože ve hře zmíní, že je o jeden rok mladší, než Alisa.
- Slavja - jejím prototypem byla Slavia-chan, která se poprvé objevila na iichan.hk v roce 2007. Na první pohled je to typická slovanská dívka s dlouhými blonďatými vlasy ve dvou copech v pionýrském oděvu a modrými oči. Občas bývá označována za asistenta Olgy Dmitrievny. Právě Slavia je první, kdo se setká se Semjonem. Je jí pravděpodobně 17 let.
- Uljana vznikla z prototypu SSSR-chan na iichan.hk roku 2006. Je to drzá 14letá dívka s malým vzrůstem, zvláštními červenými vlasy a červeným tričkem CCCP. To znamená, že to je nejmladší postava ve hře a její jméno pochází ze skutečného příjmení V.I. Lenina. Toto děvče neustále tropí neplechy a často dostane Semjona do trablí a problémů, kterým musí čelit. Olga Dmitrievna si s ní už ale neví rady, často je na ní naštvaná a jsou jí ukládány různé tresty.
- Miku je veselá dívka s japonskými kořeny, má dlouhé tyrkysové vlasy, je běžného vzrůstu a je jediným členem hudebního klubu, umí tudíž hrát na všechny nástroje a zpívat, často bývá příliš upovídaná. Je jí pravděpodobně 17 let.
- Julja je kočičí dívka. Objeví se až po dokončení 6 kladných zakončení hry a částečně vysvětluje vznik záhadného tábora. Zpočátku nemá jméno, takže jí Semjon bude říkat Julja.
- Olga Dmitrievna vznikla z prototypu Mod-chan a je to správce tábora, ve hře nazývána jako Camp leader (v překladu: Vůdce tábora). Je jí přibližně 25 let, je vysoká, má delší hnědé vlasy a občas nosí bílý klobouček.
- Violetta (Viola) je zdravotní sestra v Sovjonoku. Je to vrstevnice Olgy a má heterochromii.
- Šurik, jakožto člen vědeckého klubu je kluk s neznámým věkem, který nosí brýle a krátké blonďaté vlasy. Nosí pionýrskou uniformu a není příliš společenský
- Elektronik je také člen vědeckého klubu, ale na rozdíl od Šurika je více společenský a častěji se zapojuje do konverzace.
- Pionýr je postava, která je klonem Semjona.